# Alnöit
Alnöit, säregen porfyrisk, magmatisk gångbergart som bildats i sprickor runt ett upptill igentäppt vulkanrör, där en explosion ägt rum på grund av starkt stegrat gastryck. Alnöiten har en tät grönaktig eller svart grundmassa, i vilken det ligger utspritt upp till ett par centimeter stora strökorn bestående av glänsande flak av svart glimmer (biotit). Dessutom finns det ofta en del bitar av äldre bergarter med, vilka slitits loss vid vulkanexplosionen. Alnöiten är kalkrik och vittrar därför lätt. I International Union of Geological Sciences klassifikation räknas alnöit som en melilit-bergart.
Bergarten har fått sitt namn från Alnön i Sundsvall. Alnöitens släkting beforsiten – som fått sitt namn efter Bergeforsen i Timrå –  innehåller ännu mer kalk och faller sönder till lera under inverkan av luft och vatten. Vid Näset på nordöstra Alnön finns en 16 meter bred gång av blåsvart alnöit med svartglänsande biotitkristaller, som var det ställe där alnöit först påträffades.
Alnöit är Medelpads landskapssten.